# Зебрасти дујкер
Зебрасти дујкер (лат. Cephalophus zebra) је врста дујкера. 

## Угроженост
Ова врста се сматра рањивом у погледу угрожености врсте од изумирања.

## Распрострањеност
Ареал врсте је ограничен на мањи број држава. Врста има станиште у Либерији, Гвинеји, Сијера Леонеу и Обали Слоноваче.

## Станиште
Станиште врсте су шуме. 